# 約翰遜鎮區 (密蘇里州華盛頓縣)
約翰遜鎮區（英語：Johnson Township）是位於美國密蘇里州華盛頓縣的一個行政鎮區。

## 地方資料
約翰遜鎮區的面積為338.00平方千米，當中陸地面積為347.47平方千米，而水域面積為0.53平方千米。根據2020年美國人口普查的數據，當地共有人口1126人，而人口密度為每平方千米3.33人。